# Stovner Station
Stovner Station (Stovner stasjon) er en metrostation på Grorudbanen på T-banen i Oslo. Stationen ligger under Stovner Senter i bydelen Stovner mellem Vestli og Rommen Stationer. Den ligger i en tunnel, der fortsætter til Vestli.
Stationen åbnede 18. august 1974 og var endestation for Grurudbanen i 16 måneder, indtil Vestli Station åbnede 21. december 1975. Stovner Station blev renoveret i sommeren 2013 og genåbnet 23. september samme år med fuld metrostandard.
Vest for stationen ligger Stovner Politistation på den anden side af Fossumveien. På den sydlige side af centret ligger Stovner videregående skole på Karl Fossums vei. Ved stationen er der desuden busforbindelse til blandt andet Lørenskog, Haugenstua og Furuset.